# RQ-20 Puma
RQ-20 «Puma» (англ. Puma - Pointer Upgraded Mission Ability) — малый разведывательный БПЛА американского производства.

## История
Разработан на основе конструкции беспилотного аппарата FQM-151 «Пойнтер», выпускается в нескольких модификациях.
Полезная нагрузка состоит из цифровой видеокамеры дневного или ночного видения (всего до 4 шт).

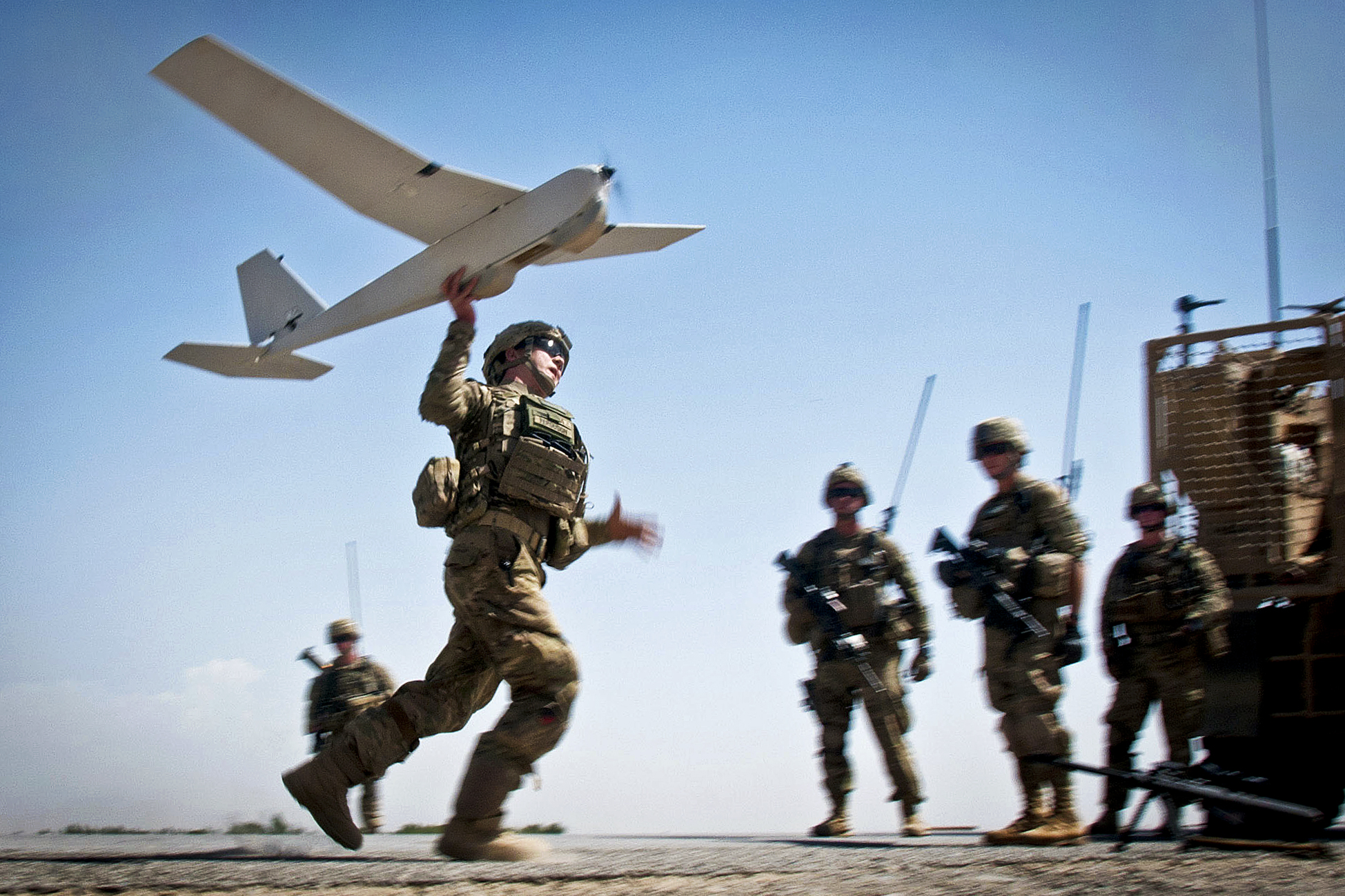
Запуск RQ-20 с руки

RQ-20 может быть запущен с руки (аналогично авиамодели) и не требует подготовленной площадки для приземления. Дрон оборудован водонепроницаемым комплектом электрооптических и инфракрасных камер и может выполнять посадку, как на земную поверхность, так и на воду. В компании AeroVironment проходят испытания модификации с установленными солнечными батареями на крылья, что позволит увеличить продолжительность полёта до 9 часов.
В июле 2008 года Командование сил специальных операций США подписало контракт с компанией AeroVironment на поставку данных БПЛА, заказ оценивается в 6 миллионов долларов.
В апреле 2022 года стало известно, что в рамках пакета военной помощи Украине США передадут ей модернизированный БПЛА RQ-20A Puma AE с улучшенными батареями, увеличивающими продолжительность полёта, и обучат ВСУ эксплуатировать их.

## Модификации
Puma AE — предназначен для ведения наблюдения, патрулирования, разведки и корректировки огневой поддержки. Он оборудован водонепроницаемым комплектом стабилизированных электрооптических и инфракрасных камер. Управление осуществляется при помощи стандартных портативных пультов. Запуск осуществляется с рук. Конструкция Puma AE подразумевает, что от удара о землю он развалится на части — но в строго определённых местах, так, что собрать его обратно будет просто.

## ЛТХ
- Размах крыла — 2,8 м
- Вес — 6,1 кг
- Скорость — 83 км/ч
- Крейсерская скорость — 37 км/ч
- Потолок — 150 м
- Радиус действия — 15 км
- Тип двигателя — электрический
- Длина — 1,4 м.
- Продолжительность полёта — 3,3 ч.

## На вооружении

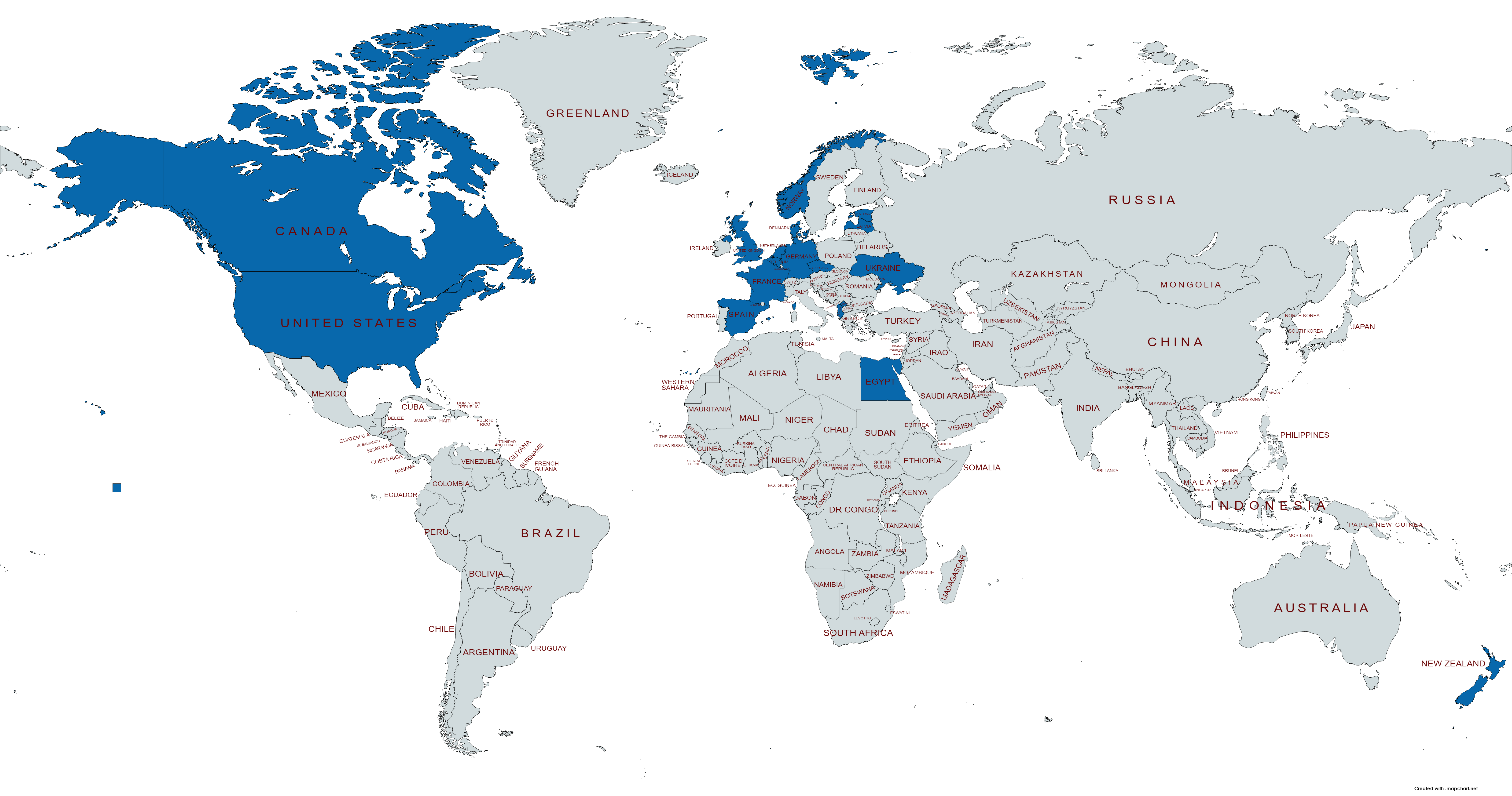
Операторы

- Албания[1]
- Бельгия[2]
- Чехия[3]
- Дания[4]
- Египет[5]
- Эстония[6]
- Франция[7]
- Германия[8]
- Латвия[9]
- Нидерланды[10]
- Норвегия[11]
- Испания[12]
- Швеция[3]
- Украина[13][14]
- Великобритания[15]
- США
- Таджикистан